# Consejo Superior de Deportes
El Consejo Superior de Deportes (CSD) es un organismo público español, adscrito al Ministerio de Educación, Formación Profesional y Deportes, que ejerce las competencias de la Administración General del Estado en el ámbito del deporte, siendo estas las que le otorga la Ley del Deporte de 2022, su Estatuto y el resto del ordenamiento jurídico.
Para el control de las trampas en el deporte y asegurar la buena salud de los deportistas tiene adscrita la Comisión Española para la Lucha Antidopaje en el Deporte (CELAD), comúnmente conocida como Agencia Estatal Antidopaje.

## Historia
El CSD se crea mediante Real Decreto 2258/1977, de 27 de agosto y es heredero directo de la Delegación Nacional de Deportes, creada en 1941, dependiente de la Secretaría General del Movimiento.
Sus competencias esenciales se definieron en la Ley 13/1980, de 31 de marzo, General de la Cultura Física y del Deporte, y más tarde en la normas que la sustituyeron: la Ley 10/1990, de 15 de octubre, del Deporte, y la Ley 39/2022, de 30 de diciembre, del Deporte.

### Dependencia orgánica
- Ministerio de Cultura (1977-1990).
- Ministerio de Educación y Ciencia (1990-1996).
- Ministerio de Educación y Cultura (1996-2000).
- Ministerio de Educación, Cultura y Deporte (2000-2004).
- Ministerio de Educación (2004-2009).
- Presidencia del Gobierno (2009-2011).
- Ministerio de Educación, Cultura y Deporte (2011-2018).
- Ministerio de Cultura y Deporte (2018-2023)
- Ministerio de Educación, Formación Profesional y Deportes (2023- )

## Funciones
Según la Ley del Deporte, las competencias del CSD son las siguientes:

Son competencias del Consejo Superior de Deportes:
1. Fijar los objetivos y criterios de la política deportiva de la Administración General del Estado, así como los de representación y participación internacionales.
2. Establecer, en coordinación con el resto de las Administraciones Públicas, programas específicos para el fomento, en condiciones de igualdad de trato y no discriminación, de la actividad física y el deporte.
3. Instaurar, en los términos que se contienen en esta ley, un marco de relaciones interadministrativas sobre la base de la cooperación y la colaboración entre las Administraciones Públicas.
4. Impulsar con las Comunidades Autónomas la programación del deporte escolar y universitario, en el ámbito de sus competencias, y determinar las reglas de su participación nacional e internacional, de acuerdo con el principio de igualdad y no discriminación.
5. Elaborar y ejecutar, en colaboración con las Comunidades Autónomas y Entidades Locales, planes de construcción y mejora del equipamiento y las instalaciones deportivas para el desarrollo del deporte de competición, así como actualizar, en el ámbito de sus competencias, la normativa técnica de las instalaciones deportivas y su equipamiento, prestando especial atención al cumplimiento de los requisitos establecidos sobre seguridad y accesibilidad universal de las mismas, libres de barreras arquitectónicas.
6. Reconocer, a los efectos de esta ley y de participación y desarrollo de la actividad deportiva de ámbito estatal, la existencia de modalidades y especialidades deportivas.
7. En relación con las federaciones deportivas españolas, autorizar su creación, así como acordar, en su caso, su liquidación y extinción; ratificar sus estatutos y reglamentos expresamente previstos en esta ley junto a sus modificaciones; controlar el contenido mínimo y la sujeción al ordenamiento jurídico de los acuerdos de integración y separación previstos en el artículo 48; así como autorizar su adhesión a las correspondientes federaciones deportivas internacionales.
8. Acordar con las federaciones deportivas españolas sus objetivos, programas deportivos, en especial los del deporte de alto nivel y estructuras funcionales, para su posterior desarrollo y ejecución.
9. Conceder las subvenciones que procedan a las federaciones deportivas y demás entidades deportivas, asociaciones y sindicatos de deportistas y asociaciones de aficionados, inspeccionando y comprobando la adecuación de las mismas al cumplimiento de los fines previstos en esta ley, y ordenar a los órganos correspondientes de ejecución de las subvenciones el reintegro de las cantidades o la paralización de las disposiciones de fondos cuando se cumplan los supuestos que habilitan tales medidas.
10. Autorizar la constitución y liquidación de las ligas profesionales, y ratificar sus estatutos y reglamentos expresamente previstos en esta ley, así como sus modificaciones.
11. Calificar las competiciones oficiales de ámbito estatal que deben ser consideradas de carácter profesional, previo informe no vinculante de la federación deportiva correspondiente, así como establecer, previo informe de las ligas profesionales, las medidas y los objetivos que aseguren la sostenibilidad económica de las competiciones profesionales y tutelar su cumplimiento por parte de las ligas profesionales correspondientes.
12. Autorizar la inscripción de las entidades reconocidas por esta ley en el Registro Estatal de Entidades Deportivas, así como las modificaciones del régimen de participación de sus socios o miembros, en los términos establecidos en la sección 2.ª del capítulo V del título III.
13. Conocer las auditorias de cuentas y las cuentas anuales de las entidades deportivas reconocidas por esta ley, así como recabar los informes y documentos complementarios en relación con las mismas; encargar la realización de auditorías de cuentas cuando así se establezca en esta ley o en sus disposiciones de desarrollo; fijar los criterios generales de solvencia de las entidades deportivas que se implanten por las ligas profesionales y las federaciones deportivas españolas en el ámbito de sus respectivas competencias, y conocer los informes de buen gobierno de las federaciones deportivas españolas y de las ligas profesionales, adoptando, en su caso, las medidas oportunas.
14. El ejercicio de las facultades de control económico y de actuación sobre las entidades deportivas reconocidas por esta ley en los términos establecidos en los artículos 41 y 58.
15. La administración del arbitraje y la designación de árbitros en relación con las discrepancias que puedan suscitarse sobre la comercialización y explotación de los derechos audiovisuales en las competiciones, en los términos previstos en el artículo 9 del Real Decreto-ley 5/2015, de 30 de abril, de medidas urgentes en relación con la comercialización de los derechos de explotación de contenidos audiovisuales de las competiciones de fútbol profesionales.
16. Autorizar o denegar, previa conformidad del Ministerio de Asuntos Exteriores, la celebración en territorio español de competiciones deportivas oficiales de carácter internacional, y de aquellas otras competiciones o actividades deportivas que utilicen la nomenclatura y la simbología que es propia del Estado o bien sea susceptible de generar confusión, así como la participación de las selecciones de ámbito estatal en las competiciones internacionales.
17. Promover e impulsar, sin perjuicio de las competencias que ostenta la Agencia Estatal Comisión Española para la Lucha Antidopaje en el Deporte, medidas de prevención, control y represión del uso de sustancias prohibidas y métodos no reglamentarios, destinados a aumentar artificialmente la capacidad física de las personas deportistas o de los animales participantes en actividades deportivas o a modificar fraudulentamente los resultados de las competiciones y actividades deportivas reconocidas en esta ley.
18. Establecer una política específica de prevención de los riesgos asociados a la práctica deportiva y de las posibles patologías que pudieran aparecer durante o tras la finalización de la práctica deportiva.
19. Establecer instrumentos, elaborar informes, estadísticas, estudios, protocolos, guías y cualquier otra herramienta que pueda contribuir a difundir los beneficios de la actividad física y el deporte y la consolidación de hábitos saludables como consecuencia de su práctica, así como recabar datos sobre la situación de las personas LGTBI+ en el ámbito del deporte y la actividad física que permitan desarrollar políticas públicas contra la LGTBIfobia en el deporte.
20. Apoyar e incentivar la investigación científica y la innovación en materia deportiva, de conformidad con los criterios establecidos en la Ley 14/2011, de 1 de junio, de la Ciencia, la Tecnología y la Innovación, garantizando una representación equilibrada de todas las áreas del conocimiento y disciplinas científicas que puedan aportar al conocimiento del fenómeno deportivo.
21. Gestionar el censo de instalaciones deportivas estatal en colaboración con las Comunidades Autónomas y las Entidades Locales.
22. Colaborar con el resto de las Administraciones Públicas en la adopción de medidas que aseguren la sostenibilidad de la actividad deportiva en el medio ambiente, así como en el entorno urbano y natural.
23. Apoyar y promover la formación de personal técnico deportivo, tanto en su desempeño técnico como en sus habilidades para la prevención e intervención ante conductas violentas, acoso o abuso sexual, machismo, sexismo, xenofobia, aporofobia, racismo, LGTBIfobia, serofobia, capacitismo o ante cualquier forma de discriminación, a través de la colaboración con las federaciones deportivas y con los organismos competentes de la Administración General del Estado. Igualmente, apoyar y promover la gestión económica, presupuestaria y de personal de los centros de titularidad estatal que impartan enseñanzas deportivas de grado superior a distancia en todo el territorio nacional; así como proponer, en el marco de las competencias educativas de la Administración General del Estado, la regulación y ordenación de las enseñanzas deportivas de régimen especial.
24. Resolver los recursos administrativos que se interpongan contra los actos y resoluciones que se dicten por las federaciones deportivas españolas en el ejercicio de las funciones establecidas en el artículo 51, que no estén atribuidos a otros órganos, así como ejercer la potestad sancionadora en los términos previstos en esta ley y sus disposiciones de desarrollo.
25.  Velar por la efectiva aplicación de esta ley y demás normas que la desarrollen, ejercitando al efecto las acciones que procedan, así como cualquier otra facultad atribuida legal o reglamentariamente que persiga el cumplimiento de los fines y objetivos señalados en la presente disposición.
26. Diseñar, con la participación de las Administraciones competentes, de las federaciones deportivas y de las ligas profesionales, políticas de promoción internacional del modelo de deporte español, coordinando la ejecución de estas medidas con el Ministerio de Asuntos Exteriores.
27. Llevar a cabo, en colaboración con el resto de las Administraciones Públicas, con las federaciones deportivas españolas y otros agentes del sector, acciones para el fomento del turismo y la industria vinculados a la actividad física y el deporte.
28. Impulsar políticas públicas de fomento de la práctica deportiva en las personas mayores y menores de edad, en colaboración con el resto de las Administraciones Públicas y, en su caso, con las federaciones deportivas españolas y otros agentes del sector.
29. Promover políticas públicas de fomento de la práctica deportiva en las personas con discapacidad, en colaboración con el resto de las Administraciones Públicas, con las federaciones deportivas españolas y con el movimiento asociativo de las personas con discapacidad, manteniendo una visión transversal de las necesidades de estas personas en todos los ámbitos del deporte.
30. Procurar la participación de las aficiones en el deporte mediante la coordinación directa con las asociaciones que las representan.
31. Proponer, sin perjuicio de las competencias de las Comunidades Autónomas y previo informe de la Conferencia Sectorial del Deporte, reunida en convocatoria urgente y extraordinaria, la adopción de medidas excepcionales de reacción rápida y protección del sector ante situaciones de alto riesgo o crisis derivadas de pandemias sanitarias, catástrofes naturales u otras circunstancias imprevisibles.
32. Fomentar la colaboración público-privada en la promoción y financiación del deporte, de actividades deportivas y deportistas.
33. Desarrollar reglamentariamente los requisitos del sistema común de solución de conflictos de carácter extrajudicial contemplado en el artículo 119 de la ley.

Artículo 14, Ley 39/2022, de 30 de diciembre, del Deporte. Documento BOE-A-2022-24430

## Órganos de gobierno

### Presidente/secretario de Estado para el Deporte
El presidente del Consejo Superior de Deportes, también conocido como secretario de Estado para el Deporte, es un alto cargo de la Administración General del Estado nombrado nombrado y separado por el Consejo de Ministros, a propuesta del ministro del departamento ministerial al que esté adscrito, y al que le corresponde ejercer la representación y superior dirección del Organismo, preside la Comisión Directiva y ejerce todas las funciones relativas a los asuntos económico-presupuestarios, contratación, recursos humanos, etc.
El presidente es sustituido en los casos de vacante, ausencia y enfermedad por el director general de Deportes.

### Comisión Directiva
Es el órgano rector del Consejo Superior de Deportes. Es presidido por el presidente del CSD y la vicepresidencia es ejercida por el director general de Deportes. Asimismo, está integrado por representantes de la Administración General del Estado, las comunidades autónomas, las entidades locales, las Federaciones deportivas españolas, del Comité Olímpico Español, del Comité Paralímpico Español, de las ligas profesionales y de las asociaciones de deportistas profesionales.

## Lista de directores generales
| - Director general de Infraestructuras Deportivas - Alfonso Luengo Álvarez-Santullano (2011-2012) - Matilde García Duarte (2009-2011) - María Dolores Molina de Juan (2008-2009) - Inmaculada Martín-Caro Sánchez (2004-2008) - Cristina Torre-Marin Comas (2003) - Carlos Blanco Bravo (2000-2003) - Miguel Ángel García Recio (1999-2000) - Ignacio Ayuso Canals (1996-1999) - Gonzalo Fernández Rodríguez (1995-1996) - Eduardo Blanco Pereira (1994-1995) - José Luis Blanco Velasco (1994) - Benito Ramos Ramos (1991-1994) - Tomás Alberdi Alonso (1988-1991) | - Director general de Deportes - Fernando Molinero Revert (2023- ) - Albert Soler Sicilia (2021-2023) - Joaquín María de Arístegui Laborde (2020-2021) - Mariano Soriano Lacambra (2018-2020) - Jaime González Castaño (2016-2018) - Óscar Graefenhain de Codes (2015-2016) - Ana Muñoz Merino (2013-2015) - David Villaverde Page (2012-2013) - Matilde García Duarte (2011-2012) - Albert Soler Sicilia (2008-2011) - Manuel Fonseca de la Llave (2007-2008) - Rafael Blanco Perea (2004-2007) - Guillermo Jesús Jiménez Ramos (2000-2004) - Eugenio López Álvarez (1999-2000) - Eduardo Ayuso Canals (1998-1999) - Santiago Fisas Ayxelá (1996-1998) - Alfonso Arroyo Lorenzo (1994-1996) - Manuel Fonseca de la Llave (1993-1994) - Rafael Cortés Elvira (1987-1993) |

## Premios y distinciones que otorga el CSD
- Real Orden del Mérito Deportivo
- Premios Nacionales del Deporte